# Poliglota (Biblia)

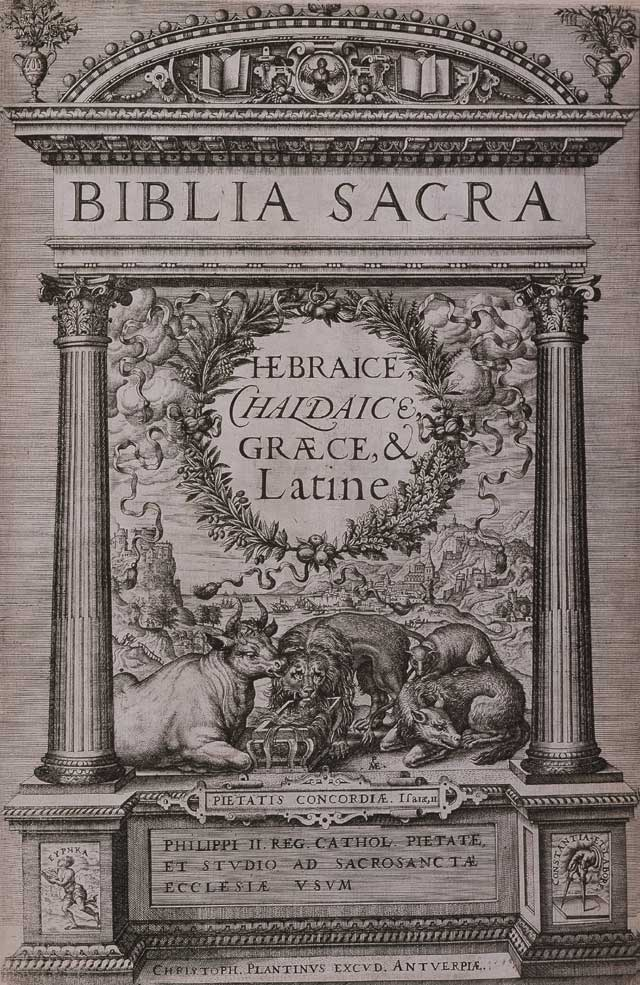
Strona tytułowa z Poligloty antwerpskiej

Poliglota (gr. polýglōttos, polýglōssos – „wielojęzyczny”) – wielojęzyczne wydanie całości lub części Pisma Świętego obejmujące tekst w kilku wersjach językowych zarówno oryginalnych jak i tłumaczonych, służących głównie celom krytyki tekstu. Zwykle wolumin zawiera tekst Biblii w oryginale i kilku przekładach umieszczonych w kolumnach obok siebie. Za pierwowzór takiego wydania należy uznać Hexaplę, której autorem jest Orygenes.

## Pierwowzór
Wzorem poliglot była Hexapla Orygenesa (z gr. heksapla biblia – „sześciokrotne księgi”), która zestawiła tekst Starego Testamentu (185–254) w sześciu kolumnach obok siebie:
- tekst hebrajski w alfabecie hebrajskim
- ten sam tekst w alfabecie greckim

oraz cztery przekłady greckie:
- Akwili
- Symmachusa
- Septuagintę
- Teodocjona

## Pierwsze wydania drukowane
W epoce wzmożonych badań nad tekstem Biblii w XVI i XVII wieku powstały liczne poligloty. Najstarszą próbą z 1516 roku jest Psalterium octaplum dominikanina Agostina Giustinianiego, który w pięciu językach zestawił psalmy kolejno w ośmiu kolumnach: tekst hebrajski, łaciński przekład Justyniana, łacińską Wulgatę, grecki tekst Septuaginty, wersję arabską, aramejski targum, łacińskie tłumaczenie targumu oraz na końcu osobisty łaciński komentarz Justyniana.
W XVI wieku wychodzą także monumentalne edycje całego Pisma Świętego, rozmiarów folio. Należy do nich Biblia Poliglota kompluteńska, obejmująca Stary i Nowy Testament, opracowana pod kierunkiem kardynała F. Ximenesa de Cisnerosa, drukowana w Hiszpanii w Alcalá de Henares (łac. Complutum) w latach 1514–1517 w sześciu tomach. Pierwsze cztery tomy (Stary Testament) podają tekst:
- hebrajski
- aramejski (Targum Onkelosa)
- grecki (Septuagintę)
- Wulgatę
- oraz nowe łacińskie tłumaczenie targumu aramejskiego oraz Septuaginty.

Do Pięcioksięgu Mojżesza dodany został przekład aramejski Targum Onkelosa. Tom piąty zawiera Nowy Testament w dwu kolumnach (tekst grecki i Wulgatę). Tom szósty – słowniki i gramatykę języka hebrajskiego i aramejskiego Alfonso de Zamory.
Kolejnym dziełem była Poliglota antwerpska składająca się z ośmiu tomów. Została ona wydana przez Plantina pod kierownictwem Benoisa Ariasa Montanusa w latach 1569–1572, na zamówienie Filipa II, króla Hiszpanii (stąd nazywa się także Biblia Regia lub Poliglota Plantiniana). Zawiera ona teksty Starego Testamentu podane w języku hebrajskim, aramejskim, greckim i łacińskim. Nowy Testament w języku greckim, łacińskim, syryjskim, oraz nowe tłumaczenie Starego i Nowego Testamentu Santesa Pagnino. Praca na tym wydaniem Biblii trwała cztery lata. Odbito 1200 egzemplarzy oraz 13 na pergaminie dla króla.

## Wydania późniejsze
W późniejszych latach ukazały się dwie Poligloty Eliasa Huttera: Poliglota hamburska z 1596 i Poliglota norymberska z 1595 roku. Nie mają one większego znaczenia dla krytyki tekstu. Poliglota hamburska zawierała grecką Septuagintę, łacińską Wulgatę, łaciński Stary Testament Pagninusa, łaciński Nowy Testament Bezy oraz niemiecki przekład Lutra umieszczone w czterech kolumnach, których kolejność na stronie verso jest odwrotna. Suplementem do tego wydania była Hebrajska Biblia Huttera z roku 1587. Wydana w sześciu tomach Poliglota norymberska zawierała tekst Nowego Testamentu w dwunastu językach: angielskim, czeskim, duńskim, francuskim, greckim, hebrajskim, hiszpańskim, łacińskim, niemieckim, polskim, syryjskim i włoskim. Przekładu tekstu na język hebrajski dokonał sam Elias Hutter. Tekst w języku polskim zawierał przedruk Nowego Testamentu z polskiej Biblii brzeskiej.
Poliglotę paryską w dziesięciu tomach wydał w latach 1629–1645 adwokat królewski Guide Michel Le Jay. W Pięcioksięgu Mojżesza umieszczono tekst Pentateuchu samarytańskiego pochodzący z rękopisu który został odnaleziony w 1616 roku w Damaszku przez podróżnika Pietro della Valle. Obok tekstu hebrajskiego Poliglota paryska zawiera Wulgatę, Septuagintę, Peszittę dla całego Starego Testamentu oraz wersję w języku arabskim.
Przewyższa ją znacznie Poliglota londyńska zwana również waltońską od nazwiska wydawcy, biskupa Briana Waltona, drukowana w latach 1653–1657 w sześciu tomach u Thomasa Roycrofta. Zawiera ona poza tekstami poprzednich Poliglot przekład perski i etiopski. Tekst Septuaginty dodano według recenzji z 1592 roku. Wydanie to opatrzone jest w znakomite prolegomena i słownik siedmiojęzyczny. Piękną szatę graficzną uzupełnia karta tytułowa Václava Hollara. Poliglota londyńska, zawiera aż 9 różnych języków (hebrajski, pismo samarytańskie, aramejski, grecki, łacinę, etiopski, syryjski, arabski i perski). Jest to pierwsze dzieło, które wyszło na zasadzie subskrypcji.